# Victor Pfaff
Victor Pfaff (* 19. Januar 1941 in Stuttgart) ist ein auf Asyl- und Ausländerrecht spezialisierter Rechtsanwalt, der 1986 den Verein Pro Asyl mitgegründet hat. 1996 erhielt er für seine Tätigkeit die Hermann-Kesten-Medaille.

## Leben
Victor Pfaff studierte in Heidelberg und Berlin Rechtswissenschaft. In Heidelberg gründete er den Republikanischen Club und die Zeitschrift Rote Robe, die später ein Organ des KBW wurde. Wegen seiner KBW-Mitgliedschaft verlor er Mitte der siebziger Jahre seine Anstellung als Lehrer an der Fachhochschule Darmstadt. Seine Kandidatur für den KBW zur Landtagswahl 1974 in Hessen wurde vom Landeswahlausschuss mit der Begründung, dass „er nur mit dem Nebenwohnsitz in Darmstadt gemeldet sei“, nicht zugelassen. Schon früh spezialisierte sich Pfaff auf das Ausländer- und Asylrecht, über das er u. a. in der Roten Robe und der KVZ Artikel verfasste.
Victor Pfaff ist „Flüchtlingsberater für das Diakonische Werk der EKD“ und „Mitglied der Kommission für Ausländerfragen und ethnische Minderheiten“.
Pfaff kandidierte bei der Europawahl in Deutschland 2019  für die Ökologische Linke (ÖkoLinX). Er konnte aber keinen Sitz gewinnen.

## Veröffentlichungen
- (Hrsg. mit) Mona Wikhäll: Das schwedische Modell der Ausbeutung; Texte zum Arbeiterleben und zur Klassenstruktur im Wohlfahrtsstaat. Übers. Victor Pfaff, Vorw. Günter Wallraff. Kiepenheuer & Witsch, Köln 1971.
- Asylverfahrensgesetz, 2. erw. Aufl., erl. von Reinhard Marx, Gerhard Strate, Victor Pfaff. Metzner, Frankfurt 1987, ISBN 3-7875-5342-8.
- Veronika Arendt-Rojahn, Heinrich Freckmann, Victor Pfaff: „Anderweitige Sicherheit vor Verfolgung“ für afghanische und iranische Flüchtlinge in Pakistan? Ein Bericht über eine Reise nach Pakistan vom 6. – 16. Februar 1988, Bonn 1988 (ZDWF-Schriftenreihe; 26).
- Das Recht geht hinter der Macht, in: For the freedom of the world […], 1998, S. 43–49 (s. u. Literatur).
- Mitherausgeber der Zeitschrift für Ausländerrecht und Ausländerpolitik, ZAR.